# Symfonie nr. 1 (Yun)
Isang Yun voltooide zijn Symfonie nr. 1 in acht maanden gedurende de jaren 1982 en 1983. Yun schreef in eerste instantie avant-gardemuziek in niet nader te omschrijven genres. Met zijn vertrek naar Duitsland kwamen er meer traditionelere genres voorbij. Het begon met het schrijven van concertos (voor onder meer cello en dwarsfluit. Later volgden symfonieen. De eerste uitvoering vond plaats in Berlijn en werd gegeven door de Berliner Philharmoniker onder leiding van Reinhard Peters op 15 mei 1984.

## Muziek
Zijn Symfonie nr. 1 is een soort aanklacht tegen en waarschuwing voor kernenergie, de dreiging van oorlog (de Koude Oorlog is nog in volle gang) en de vernietiging van de natuur. Zijn eerste symfonie heeft daarbij dan ook een traditionele opzet. Met de vier delen aangeduid als genummerd delen (1-4) trad hij in de voetsporen van de klassieke symfoniecomponisten. De symfonie begint met dreigende hoornklanken, zoals die ook voorkomen in de symfonieën van bijvoorbeeld Gustav Mahler. Daarna ontwikkelt het eerste deel naar een steeds grotere chaos, die vreemd genoeg op een tonaal slotakkoord eindigt. Deel twee is het rustige (doordachte) deel met lange lijnen en ijle strijkersklanken. Het houdt het midden tussen een uitgestorven wereld of een blijk op een stille wereld die aan het ontwaken is. De muziek wordt ook hier langzaamaan onrustiger om vervolgens bijna geheel stil te vallen en vervolgens weer langzaam op- en af te bouwen.
Deel 3 is te vergelijken met het scherzo. Deel 4 is een terugblik met de hoorns uit deel 1 en de strijkers uit deel 2.

### Orkestratie
- 4 dwarsfluiten waarvan 2 ook piccolo, 4 hobo’s waarvan 1 ook althobo, 4 klarinetten waarvan 1 ook basklarinet, 4 fagotten waarvan 1 ook contrafagot,
- 6 hoorns, 4 trompetten, 3 trombones, 1 tuba
- pauken, 3 man/vrouw percussie (bekkens, glockenspiel, tamboerijn, triangel, maraca's, kleine troms, tom-toms, tempelblokken, gongs, grote trom, tamtam), harpen, *violen, altviolen, celli, contrabassen

## Discografie
- Uitgave CPO Records: Filharmonia Pomorska Bydgoszcz o.l.v. Takao Ukigaya ; opname 1991